# Епархия Паданга
Епархия Паданга (лат. Dioecesis Padangensis) — епархия Римско-Католической церкви с центром в городе Паданг, Индонезия. Епархия Паданга входит в митрополию Медана. Кафедральным собором епархии Медана является церковь святой Терезы.

## История
19 июня 1952 года Римский папа Пий XII издал буллу E Missionibus, которой учредил апостольскую префектуру Паданга, выделив её из апостольского викариата Медана.
3 января 1961 года Римский папа Иоанн XXIII издал буллу Quod Christus, которой преобразовал апостольский викариат Паданга в епархию.

## Ординарии епархии
- епископ Pascal de Martino SX[2] (27.06.1952 — 1961);
- епископ Раймундо Чезаре Бергамин SX (16.10.1961 — 17.03.1983);
- епископ Мартин Догма Ситуморанг OFMCap (17.03.1983 — 19.11.2019).

## Источник
- Annuario Pontificio, Libreria Editrice Vaticana, Città del Vaticano, 2003, ISBN 88-209-7422-3
- Булла E Missionibus, AAS 44 (1952), стр. 758 (лат.)
- Булла Quod Christus, AAS 53 (1961), стр. 244  (лат.)